# Vegetal
Véase también: Plantae
Un vegetal (del latín medieval vegetalis, derivado del latín clásico vegetāre: «vivificar, estar vivo») o vegetable es un ser orgánico que crece, vive y se reproduce pero que no se traslada de un lugar por impulso voluntario. En su sentido tradicional, el término también hace referencia a los organismos con escasa o limitada capacidad para responder a los estímulos del medio externo, por lo que antiguamente agrupaba a plantas, algas y hongos. El vocablo «planta», en cambio, designa etimológicamente a los vegetales que están fijados —plantados — a un sustrato, por lo que hoy se le asocia más a los seres fotosintéticos cuyas paredes celulares contienen celulosa. En el ámbito científico, finalmente, el término «vegetal» carece de un significado preciso y lo que se conocía como «Reino vegetal» es un concepto anticuado. La definición precisa del reino Plantae, uno de los seis reinos de organismos, todavía no ha logrado consenso entre los botánicos. No obstante, es claro que existe una relación de pertenencia entre «vegetal», «planta» y «Plantae», la cual no es biunívoca: Plantae engloba a las «plantas» y a otros grupos adicionales, mientras que éstas son un subconjunto que incluye a los organismos fotoautótrofos terrestres. Los «vegetales», por otro lado, agrupan a los miembros de Plantae y, por consiguiente, también a las «plantas».
En otra acepción, el término «vegetal» utilizado como adjetivo alude a todo aquello perteneciente o relativo a las plantas. Por lo tanto incluye a los alimentos que proceden de plantas —cereales, verduras, hortalizas y frutas— y a otros bienes o productos no alimenticios que también provienen de ellas —madera, papel, carbón vegetal y marfil vegetal, entre muchos otros—. Asimismo, con esta misma acepción, el adjetivo «vegetal» califica a estructuras propias de las plantas —célula vegetal, tejido vegetal— y a las disciplinas de la botánica —sistemática vegetal, morfología vegetal, entre otras—.

## El concepto de vegetariano
El término «vegetariano» proviene de la división tradicional de la naturaleza que realizó Aristóteles y que aún se usa en el lenguaje corriente. Así, se distinguían los animales —que crecen, viven y sienten—, los vegetales —que crecen y viven— y los minerales —que crecen, pero no viven ni sienten—. cuya idea de que tales divisiones pueden asociarse a tres Reinos (mineral, vegetal y animal) ha sido propuesta por N. Lemery en 1675, y popularizada por Carlos Linneo en el siglo XVIII. Por la aplicación de este concepto Carlos Linneo incluyó a los corales en el reino vegetal (Vegetabilia). En la definición clásica, entonces, se consideraba a los vegetales como carentes de órganos sensoriales, para Aristóteles no poseen percepción, deseo ni movimiento, y Linneo resalta que «no sienten».
A pesar de que con posterioridad a Linneo fueron propuestos reinos separados para los hongos, los protozoarios, y las bacterias, la concepción del siglo XVII de que solo existían dos reinos de organismos dominó la biología durante tres siglos. El descubrimiento de los protozoarios en 1675, y de las bacterias en 1683, ambos realizados por Leeuwenhoek, comenzó a crear dudas sobre la solidez del sistema de dos reinos. No obstante, solo se logró un acuerdo general entre los científicos acerca de que el mundo viviente debería ser clasificado en al menos cinco reinos a partir de los descubrimientos realizados por la microscopía electrónica en la segunda mitad del siglo XX. Tales hallazgos confirmaron que existían diferencias fundamentales entre las bacterias y los eucariotas y, además, revelaron la tremenda diversidad ultraestructural de los protistas. La aceptación generalizada de la necesidad de utilizar varios reinos para incluir a todos los seres vivos también debe mucho a la síntesis sistemática de los organismos inferiores de Herbert Copeland y a los influyentes trabajos sobre sistemática de bacterias de Roger Y. Stanier y Robert H. Whittaker.
En el sistema de seis reinos, propuesto por Thomas Cavalier-Smith en 1983 y modificado en 1998, los procariontes son tratados en un único reino (Bacteria) y los eucariontes se dividen en cinco reinos: protozoarios (Protozoa), animales (Animalia), hongos (Fungi), plantas (Plantae) y Chromista (algas cuyos cloroplastos contienen clorofilas a y d, así como otros organismos sin clorofila relacionados con ellas). Estos tres últimos Reinos son el clásico objeto de estudio de la botánica. De hecho, la nomenclatura de los organismos pertenecientes a tales Reinos está sujeta a las reglas y recomendaciones del Código Internacional de Nomenclatura Botánica las cuales son publicadas por la Asociación Internacional para la Taxonomía de Plantas (conocida por la sigla en inglés ‘IAPT’, acrónimo de International Association for Plant Taxonomy). No obstante, la definición precisa y, por ende, los grupos integrantes de Plantae, no han logrado todavía consenso dentro de la comunidad científica, al menos hasta febrero de 2013. Así, algunos investigadores optan por una definición amplia de Plantas (Plantae sensu lato, sinónimo de Archaeplastida) que comprende las plantas verdes, las algas rojas y las glaucófitas. En contraste, otros botánicos consideran que Plantae debe definirse de un modo más restringido (Plantae sensu stricto, sinónimo de Viridiplantae) y, por lo tanto, solo debe incluir a las plantas terrestres y a las algas verdes.
Es aparente, entonces, que en el lenguaje científico el término «vegetal» ha ido perdiendo utilidad. En su concepción clásica designaba a un grupo que incluía a cualquier organismo fotoautótrofo (además de los hongos) mientras que el Reino Plantae en su circunscripción más amplia puede incluir desde las glaucófitas y las algas rojas hasta las plantas verdes, los cuales son solo una parte de todos los organismos fotoautótrofos. En otras palabras, no existe relación alguna posible entre ambos conceptos desde el punto de vista de la sistemática y debe rechazarse por inexacto el empleo de «Reino Vegetal». Más aún, en la actualidad para los botánicos «el término vegetal carece de significación científica precisa».

### Vegetal, planta yPlantae
Fuera del ámbito científico, los términos «planta» y «vegetal» se usan frecuentemente en conversaciones informales como sinónimos. Sin embargo se pueden encontrar las siguientes diferencias:
El vocablo «planta» —con minúscula, término vulgar o artificial— se utiliza para designar a las algas y plantas terrestres (musgos, antoceras y hepáticas, helechos, gimnospermas y angiospermas) que estén “plantadas”, es decir, unidas a un sustrato que puede incluso estar sumergido. Bajo esta premisa, a un alga unicelular nadadora no le llamamos planta.
«Vegetal», en cambio, es una denominación más amplia que incluye esencialmente a los organismos fotoautótrofos, tanto eucariotas como procariotas. En otras palabras, comprende a todos los organismos del párrafo anterior y, además, a las algas verde-azuladas (cianobacterias). A veces, sin un criterio aparente, se incluye en esta denominación a ciertos hongos basidiomicetes (setas y champiñones) y ascomicetes. 
Como se ha descrito, en Botánica, se utiliza «Plantae» —«Plantas», con mayúscula, si se castellaniza— para referirse al Reino de organismos que incluye, en un sentido estricto o amplio, a todo un conjunto estrictamente monofilético de organismos relacionados.
Según lo expuesto, entre Plantae por un lado y plantas o vegetales, por el otro, hay una relación de pertenencia que no es biunívoca: el Reino Plantae engloba a las plantas y a otros grupos adicionales, mientras que las plantas constituyen un subconjunto que se refiere a los organismos fotoautótrofos que han tenido más éxito en adaptarse al medio ambiente terrestre.

### Relación con los términos del inglés "plant" y "vegetable"
En inglés existen los términos «plant» y «vegetable», aparentemente traducibles por «planta» y «vegetal», respectivamente. No obstante, cuando se pretende adjetivar un sustantivo (Reino vegetal, Fisiología vegetal) en inglés no se usa vegetable sino plant (Plant Kingdom, Plant Physiology, de ningún modo Vegetable Kingdom o Vegetable Physiology). De hecho, la expresión «vegetable» se utiliza más como verdura u hortaliza que como vegetal. De hecho, en el español también se utiliza el término vegetal como sinónimo de verdura u hortaliza.

## Productos provenientes de los vegetales

### Alimentos vegetales
A través de la historia, sin lugar a duda, el destino de la especie humana ha estado asociado a los vegetales, desde el desarrollo de la agricultura, pasando por los grandes viajes de descubrimiento incentivados por la búsqueda de especias exóticas hasta la Revolución verde. No existe razón alguna para suponer que el destino de la especie humana está actualmente más alejado de las plantas que hace siglos o milenios atrás. De hecho, la dependencia del ser humano con respecto a las plantas parece ser cada vez mayor, teniendo en cuenta que la mayor parte de la provisión de alimentos del mundo proviene de solamente unas veinte especies de plantas.
Los alimentos de procedencia vegetal se caracterizan por ser ricos en fibra y carbohidratos complejos. Se considera que la comida vegetariana constituye un hábito de vida más sano debido a su contenido bajo en calorías, bajo colesterol y presencia de ácidos grasos poliinsaturados (omega). Estas cualidades alimenticias previenen la obesidad, enfermedad coronaria, hipertensión y cáncer de colon. Sin embargo se debe tomar en cuenta el posible riesgo de déficit de calorías, proteínas, ácido linolénico, vitaminas B12, D, riboflavinas y minerales como el calcio, hierro y zinc.
La clasificación de los alimentos vegetales difiere de la clasificación botánica ya que se basa más en la apariencia externa y en sus características organolépticas. Entre los principales tipos de alimentos vegetales se considera comúnmente a:
- Verduras: Como su nombre lo indica, alude a las partes de las plantas de color verde, como hojas (lechuga, espinaca), tallos (espárrago), semillas verdes (haba), inflorescencias (alcachofa) y frutos (pepino). Según el uso también se denomina verduras a muchas hortalizas no verdes.
- Tubérculos: Son tallos ensanchados por el almacenamiento de nutrientes, como la papa.
- Hortalizas: Hortaliza es un término general e informal que deriva de las plantas cultivadas en huerta y suele aludir a los vegetales de las ensaladas por su sabor no dulce. Incluye a los grupos anteriores (verduras, tubérculos) pero también a raíces (zanahoria), rizomas (kion), bulbos (cebolla) y frutos (tomate).
- Legumbres: Son las semillas de las plantas leguminosas, las cuales vienen contenidas en su vaina, como la lenteja y la soja.
- Frutas: Son los frutos carnosos dulces o agridulces como los cítricos y pomos.
- Frutos secos: Son aquellos que contienen menos del 50 % de agua, son semillas como la nuez.
- Cereales: Son los granos o semillas de las plantas gramíneas como el arroz, trigo y maíz.
- Algas marinas como los cochayuyos.

Además de todos estos grupos de alimentos, existen otras clases de vegetales que se emplean con frecuencia conjuntamente con ellos, tales como:
- Especias: Sustancias vegetales aromáticas obtenidas desde semillas secas, frutos, raíces, hojas, tallos, rizomas o partes de flores usadas principalmente para sazonar, colorear o preservar los alimentos. Ejemplo la pimienta o el azafrán.[31]
- Estimulantes, son aquellas plantas que tienen el potencial de desencadenar efectos estimulantes en el hombre, los cuales están mediados por los principios activos presentes en su composición. Ejemplo, el café, el té y la yerba mate.
- Colorantes alimenticios, como la cúrcuma, el azafrán y el pimentón.
- Edulcorantes naturales, que se utilizan como sustitutos del azúcar y de los edulcorantes artificiales, como por ejemplo el que se extrae de Stevia rebaudiana.[32]

Además de los vegetales que se consumen tal cual los brinda la naturaleza, o con modificaciones caseras como la cocción o molienda, el ser humano ha desarrollado procedimientos industriales de obtención de nuevos alimentos a partir de vegetales.
- Harina: Proveniente de los cereales.
- Azúcar: Cristales extraídos de la caña de azúcar y de la remolacha azucarera.
- Grasas y aceites vegetales, como el de girasol.
- Frutas desecadas como la pasa.
- Bebidas: aunque la bebida por excelencia es el agua, el término se refiere por antonomasia a las bebidas alcohólicas,[33]   como el vino (obtenido de la uva), la cerveza (de la cebada), el sake (del arroz).[34]

### Otros productos y bienes
Desde la antigüedad se han desarrollado nuevas respuestas a las crecientes necesidades humanas basadas en el uso de vegetales, tanto en la alimentación como en las aplicaciones médicas, textiles, industriales y como fuente de energía renovable. En la actualidad, numerosos investigadores en todo el mundo dedican su trabajo a encontrar fuentes nuevas de energía, las que se basan en procesos de fermentación del maíz u otras especies para producir etanol o metanol, e incluso en la fotosíntesis y posterior combustión de algas. La biorremediación mediante el uso de plantas, hongos y algas es otro aspecto central en las investigaciones actuales para aliviar el efecto de la contaminación producida por deshechos tóxicos. Asimismo, el papel de las plantas en la medicina se está expandiendo más allá de su uso tradicional y continuo en la farmacia, para tratar de convertir a varias especies de plantas en factorías de anticuerpos monoclonales contra el cáncer y otros compuestos biofarmacéuticos. El papel de otros organismos, tales como los hongos, en la búsqueda de nuevos compuestos para el tratamiento de diversas dolencias también se ha acrecentado. La ingeniería genética de plantas ha tomado un lugar, al lado del mejoramiento genético convencional, como un modo de crear nuevos caracteres beneficiosos para los cultivos. De hecho, la mayoría de los cultivos destinados a alimento, forraje, fuentes de fibras textiles y aceites comestibles se están modificando genéticamente para incrementar su tolerancia a enfermedades, sequía, baja temperatura, diversos herbicidas y a la herbivoría.
- Forrajes: Las hojas o granos de muchas especies de plantas, en su gran mayoría gramíneas y leguminosas, se utilizan como alimento del ganado.
- Madera, parte sólida de los árboles, cubierta por la corteza. Se utiliza para la fabricación de papel, como leña y para la manufactura de muebles, útiles y herramientas, construcción de viviendas y embarcaciones.
- Fibras, como se denomina a cada uno de los filamentos que entran en la composición de los organismos vegetales. Las de algodón o lino, por ejemplo, se utiliza en la industria textil.
- Aceites, líquidos grasos que no se disuelven en agua y tienen menor densidad que ésta. Existen aceites vegetales de uso industrial, como el aceite de ricino, empleado en la fabricación de pinturas, lacas, en industria farmacéutica y en la elaboración de cosméticos.[36] Muchos aceites vegetales se utilizan en la elaboración de biodiésel, un biocombustible líquido que se obtiene mediante procesos industriales de esterificación y transesterificación y que se aplica en la preparación de sustitutos totales o parciales del petrodiésel o gasóleo obtenido del petróleo.[37][38]
- Otros bienes o actividades basadas en el uso de vegetales. Las plantas ornamentales constituyen la base de actividades recreativas como la jardinería y el paisajismo, como así también de la industria de la floricultura. Las plantas medicinales son, a su vez, la base de la industria farmacéutica.